# Дулу-каган
Дулу-каган (д/н—634) — 8-й володар Західнотюркського каганату в 633—634 роках.

## Життєпис
Походив з династії Ашина. Його прадідом був великий каган Кара-Чурин-Тюрк, а дідом — Янг-Соух-тегін. Син Бага-шада, ябгу хозарів. Отримав ім'я Нішу. Про молоді роки обмаль відомостей.
Отримав 603 року від Нірі-кагана володіння Пайкенд з областю (центральний Мавераннахр). Між 618 і 626 роками супроводжував батька, що очолював посольства до танського імператора Лі Шиміня. Водночас набув впливу серед племінного союзу нушібі.
У 628—630 роках підтримував Тун-Ябгу-кагана у боротьбі проти Кюлюг-Сибіра. Невдовзі після перемоги останнього повстав проти нього на чолі із нушібі. 631 року переміг Кюлюг-Сибіра, допомігши посісти трон родичеві Си-Ябгу.
632 року вимушений був тікати до Карашару. 633 року після загибелі Си-Ябгу повернувся до Суару, де став каганом. Відновив гарні відносини каганату з танським імператором Лі Шимінєм, який до цього часу став господарем на землях Першого східнотюркського каганату.
Водночас підтримував повстання в Хорасані проти шаха Єздигерда III, який стикнувся з арабським вторгненням. Дулу-каган раптово помер 634 року. Йому спадкував брат Ишбара-Толіс.